# Роган-Гемене-Монбазон, Шарль-Луи-Сезар-Константен де
Шарль-Луи-Сезар-Константен де Роган-Гемене-Монбазон (фр. Louis-César-Constantin de Rohan-Guéménée-Montbazon; 24 марта 1697, Париж, королевство Франция — 11 марта 1779, там же) — французский кардинал. Племянник кардинала Армана Гастона Максимильена де Рогана и дядя кардинала Луи-Рене-Эдуарда де Роган-Гемене, а также дальний родственник кардинала Армана II де Роган-Субиза. Епископ Страсбурга с 3 января 1757 по 11 марта 1779. Кардинал-священник с 23 ноября 1761.